# House of Pain

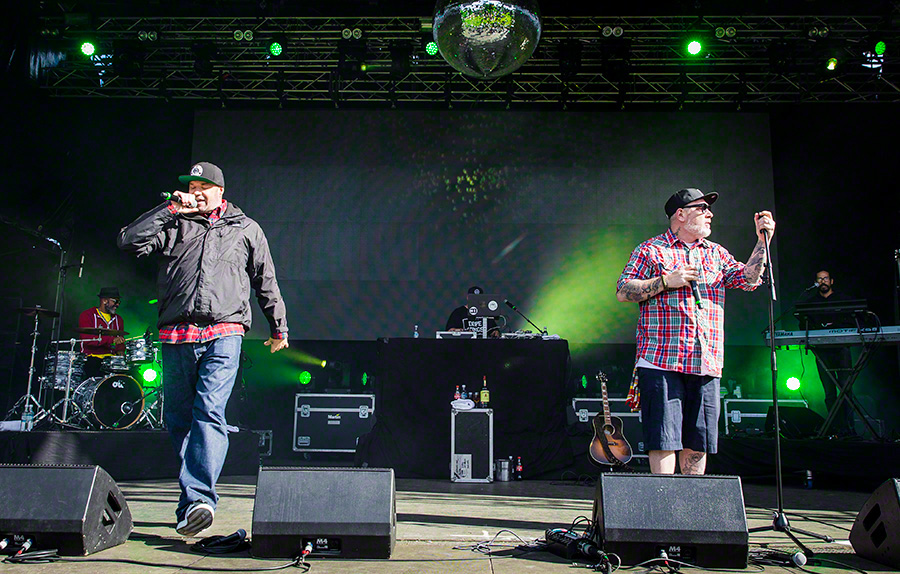
House of Pain, 2016

House of Pain is een Amerikaanse hiphopgroep  van Ierse komaf.
House of Pain was aanvankelijk actief van 1992 tot 1996 en nam drie albums op. De groep is vooral bekend van hun nummer Jump Around, dat in 1992 een grote hit was. Na enkele jaren van soloprojecten door de verschillende leden van de groep kwamen ze in augustus 2010 weer bij elkaar en treden ze weer op.

## Bezetting
- Everlast (Erik Schrody)
- Danny Boy (Daniel O'Connor)
- DJ Lethal (Leor DiMant)

## Discografie

### Albums
| Jaar | Album                                   | Albums met hitnoteringen | Albums met hitnoteringen | Albums met hitnoteringen |
| Jaar | Album                                   | US                       | US Hip-Hop               |                          |
| ---- | --------------------------------------- | ------------------------ | ------------------------ | ------------------------ |
| 1992 | House of Pain                           | 14                       | 16                       |                          |
| 1994 | Same as It Ever Was                     | 12                       | 12                       |                          |
| 1996 | Truth Crushed to Earth Shall Rise Again | 47                       | 31                       |                          |
| 2004 | Shamrocks & Shenanigans                 |                          |                          |                          |

### Extended Play (ep)
- 1994: Legend

### Singles
- 1992: Jump Around
- 1992: Shamrocks and Shenanigans
- 1993: Who's the Man?
- 1993: Just Another Victim (met Helmet)
- 1994: On Point
- 1996: Fed Up

### NPO Radio 2 Top 2000
| Nummer met noteringen in de NPO Radio 2 Top 2000 | '15  | '16  | '17  | '18  | '19  | '20  | '21  | '22  | '23  | '24  |
| ------------------------------------------------ | ---- | ---- | ---- | ---- | ---- | ---- | ---- | ---- | ---- | ---- |
| Jump Around                                      | 1895 | 1263 | 1365 | 1586 | 1411 | 1293 | 1440 | 1628 | 1636 | 1548 |

1. ↑  Een vetgedrukt getal geeft de hoogste notering aan.
2. ↑  2015 was het eerste jaar met een notering voor dit nummer.